# Флаг Тобольского района
Флаг муниципального образования Тобо́льский муниципальный район Тюменской области Российской Федерации.
Ныне действующий флаг утверждён 22 июля 2008 года и внесён в Государственный геральдический регистр Российской Федерации с присвоением регистрационного номера ?.
Флаг составлен на основании герба Тобольского муниципального района, воспроизводит его символику и наряду с ним служит официальным символом Тобольского муниципального района.

## Описание
«Полотнище с отношением ширине к длине 2:3, составленное из двух равных вертикальных полос синего и зелёного цветов, вдоль нижнего края которого и на расстоянии в 1/12 от ширины полотнища проходит полоса белого цвета шириной в 1/6 от ширины полотнища.
По центру большей, расположенной над белой полосой, части полотнища помещено изображение фигур муниципального герба (щит, булава, знамёна), выполненное белым и красным цветами. Вдоль белой полосы помещено изображение сомкнутых лилий синего цвета. Оборотная сторона полотнища зеркально воспроизводит лицевую».